# جو بلاك هايز
جو بلاك هايز (بالإنجليزية: Joe Black Hayes)‏ هو لاعب كرة قدم أمريكية أمريكي، ولد في 20 سبتمبر 1915 في مورفريسبورو في الولايات المتحدة، وتوفي بنفس المكان في 9 ديسمبر 2013.